# Global Airlines
Global Airlines Limited is een Britse start-up luchtvaartmaatschappij met trans-Atlantische vluchten vanuit het Verenigd Koninkrijk met de Airbus A380.

## Geschiedenis
Global Airlines is opgericht op 13 juli 2019, door ''bekende reispersoonlijkheid en serieondernemer'' James Asquith. De vloot bestaat uit enkel Airbus A380's.
Op 2 februari 2024 werd de eerste Airbus A380-800 in het Maltese register opgenomen als 9H-GLOBL. Op 15 mei 2025 voerde de maatschappij haar eerste commerciële vlucht uit van Glasgow naar New York. De vluchten worden vooralsnog uitgevoerd door HiFly.

## Organisatie
Het bedrijf werd opgericht door James Asquith, die eerder het reisbureau Holiday Swap oprichtte.  James Asquith is een bekend mediapersoon en is de jongste man die alle (soevereine) landen van de wereld heeft bezocht, volgens het Guiness Book of World Records. Het bedrijf heeft consultants ingehuurd, waaronder Richard Stephenson, voormalig communicatiedirecteur van de Nationale Luchtvaartautoriteit CAA, en Matthew Brown, voormalig investeerder bij Virgin Galactic.    